# ヴェロニカ・ヨッフム
ヴェロニカ・ヨッフム・フォン・モルトケ（Veronica Jochum von Moltke, 1930年12月6日 - ）は、ドイツ出身のピアニスト。指揮者のオイゲン・ヨッフムの娘である。

## 経歴
1930年ベルリン生まれ。ミュンヘン音楽院でエトヴィン・フィッシャーの下で学び、1958年から1959年までパリでヨゼフ・ベンヴェヌティに師事。1959年から1961年までルドルフ・ゼルキンに師事した。1964年から演奏活動を開始すると共に、ニューイングランド音楽院で教鞭をとる。
1994年にドイツからドイツ連邦共和国功労勲章を授与されている。

## 家族・親族
- 父：オイゲン・ヨッフム
- 夫：1961年に建築家のヴィルヘルム・ヴィーゴ・フォン・モルトケ（ヘルムート・イェームス・フォン・モルトケの弟）と結婚した。
- 叔父：ゲオルク・ルートヴィヒ・ヨッフム（指揮者）